# Anmitsu
Anmitsu (あんみつ eller 餡蜜) er en japansk dessert. Den indeholder røde bønner, agar, rød bønnepasta samt frugter som f.eks. appelsiner, ananas, bananer eller kirsebær. Dertil kommer så is, og det hele bliver overdækket med sort "honning" (kuromitsu, 黒蜜). 
Anmitsu er især udbredt i Kyoto, Asakusa, Ueno og Kamakura.